# Phyllonorycter pseudoplataniella
Phyllonorycter pseudoplataniella är en fjärilsart som först beskrevs av Émile Louis Ragonot 1873.  Phyllonorycter pseudoplataniella ingår i släktet guldmalar, och familjen styltmalar.
Artens utbredningsområde är:
- Frankrike.
- Tyskland.

Inga underarter finns listade i Catalogue of Life.